# Sydasiatiska regionala samarbetsorganisationen
Sydasiatiska regionala samarbetsorganisationen (SAARC; engelska: South Asian Association for Regional Cooperation) är en organisation bildad 8 december 1985 av Bangladesh, Bhutan, Indien, Maldiverna, Nepal, Pakistan och Sri Lanka. 
SAARC är avsedd befrämja samarbete mellan medlemsstaterna inom jordbruk, landsbygdsutveckling, vetenskap och forskning, kultur, hälsovård, befolkningsbegränsande åtgärder, bekämpande av narkotika samt kontraterrorism.